# General Ramón Castilla
General Ramón Castilla es un óleo sobre lienzo de obra de autor desconocido en Lima en 1845. Es parte de la colección pictórica del Museo Nacional de Arqueología, Antropología e Historia del Perú (Pueblo Libre, Lima). La pintura retrata al militar Ramón Castilla al inicio de su primer mandato.